# Chelsea Cooley
 (janvier 2012).
Si vous disposez d'ouvrages ou d'articles de référence ou si vous connaissez des sites web de qualité traitant du thème abordé ici, merci de compléter l'article en donnant les références utiles à sa vérifiabilité et en les liant à la section « Notes et références ».
Chelsea Cooley (née le 30 octobre 1983 à Charlotte, Caroline du Nord) est un mannequin américain, devenue Miss Caroline du Nord.
Elle est élue Miss USA 2005.